# Bilderbuchpreis Huckepack
Der Bilderbuchpreis Huckepack ist ein durch das Bremer Institut für Bilderbuchforschung und das sozialpräventive Projekt Vorlesen in Familien der Phantastischen Bibliothek Wetzlar jährlich verliehener Literaturpreis für Bilderbücher. Der Preis wurde erstmals 2016 anlässlich des 10-jährigen Bestehens des Projekts vergeben. Der Preis ist mit Unterstützung des Pädagogik-Verlags das netz mit 1000 Euro dotiert. Er würdigt Bilderbücher, die nicht allein durch sprachliche und graphische Qualität überzeugen, sondern auch besonders geeignet sind, Kinder im Rahmen des Vorlesens emotional zu stärken.
Bisherige Preisträger waren:
- 2023 Wird schon schiefgehen, Ente von Daniel Fehr (Text) und Raphaël Kolly (Illustration)
- 2022 Ich bin wie der Fluss von Jordan Scott (Text), Sydney Smith (Illustration), übersetzt von Bernadette Ott
- 2021 Ein eiskalter Fisch von Frauke Angel (Text) und Elisabeth Kihßl (Illustration)
- 2020 Adrian hat gar kein Pferd von Marcy Campbell (Text) und Corinna Luyken (Illustration), übersetzt von Uwe-Michael Gutzschhahn
- 2019 Ein großer Tag, an dem fast nichts passierte von Beatrice Alemagna
- 2018 Ich war’s nicht!, sagt Robinhund von Alice Lima de Faria
- 2017 Klein von Stina Wirsén
- 2016 Ein großer Freund von Babak Saberi (Text) und Mehrdad Zaeri (Illustration)